# Latécoère 290
Latécoère 290 là một loại thủy phi cơ ném bom-ngư lôi sản xuất tại Pháp trong thập niên 1930. Do hãng Latécoère thiết kế theo yêu cầu của Aéronavale.

## Biến thể
- Latécoère 290
- Latécoère 293
- Latécoère
- Latécoère 296

## Quốc gia sử dụng
France
- Aéronavale

## Tính năng kỹ chiến thuật
Đặc điểm tổng quát
- Kíp lái: 3
- Chiều dài: 14,62 m (48 ft 0 in)
- Sải cánh: 19,25 m (63 ft 2 in)
- Chiều cao: 6,06 m (19 ft 11 in)
- Diện tích cánh: 58,2 m2 (626 ft2)
- Trọng lượng rỗng: 2.871 kg (6.329 lb)
- Trọng lượng có tải: 4.799 kg (10.580 lb)
- Powerplant: 1 × Hispano-Suiza 12Nbr, 485 kW (650 hp) mỗi chiếc

Hiệu suất bay
- Vận tốc cực đại: 210 km/h (130 mph)
- Tầm bay: 700 km (435 dặm)
- Trần bay: 4.760 m (15.615 ft)

Vũ khí trang bị
- 1 × súng máy Vickers.303
- 2 × súng Lewis.303
- 1 × Ngư lôi Type DA hoặc 2 quả bom 150 kg (330 lb)